# (300151) 2006 VR84
(300151) 2006 VR84 es un asteroide perteneciente al cinturón de asteroides descubierto el 13 de noviembre de 2006 por el equipo del Mount Lemmon Survey desde el Observatorio del Monte Lemmon, Arizona, Estados Unidos.

## Designación y nombre
Designado provisionalmente como 2006 VR84.

## Características orbitales
2006 VR84 está situado a una distancia media del Sol de 3,061 ua, pudiendo alejarse hasta 3,544 ua y acercarse hasta 2,578 ua. Su excentricidad es 0,157 y la inclinación orbital 11,92 grados. Emplea 1956,58 días en completar una órbita alrededor del Sol.

## Características físicas
La magnitud absoluta de 2006 VR84 es 15,6. 